# Bundesautobahn 113
De Bundesautobahn 113 (kortweg A113) is een Duitse autosnelweg ten zuidoosten van Berlijn die het stadscentrum met de Berlijnse Ring verbindt.
Omdat de Berlijnse Stadtring (A100) alleen in het noorden (via de A111) en het zuidwesten (via de A115) met de Berlijnse Ring verbonden was werd in 1992 besloten dat er in het zuidoosten ook een verbinding tussen de beide Berlijnse ringen moest komen, die bij Schönefeld op de A10 zou moeten aansluiten.

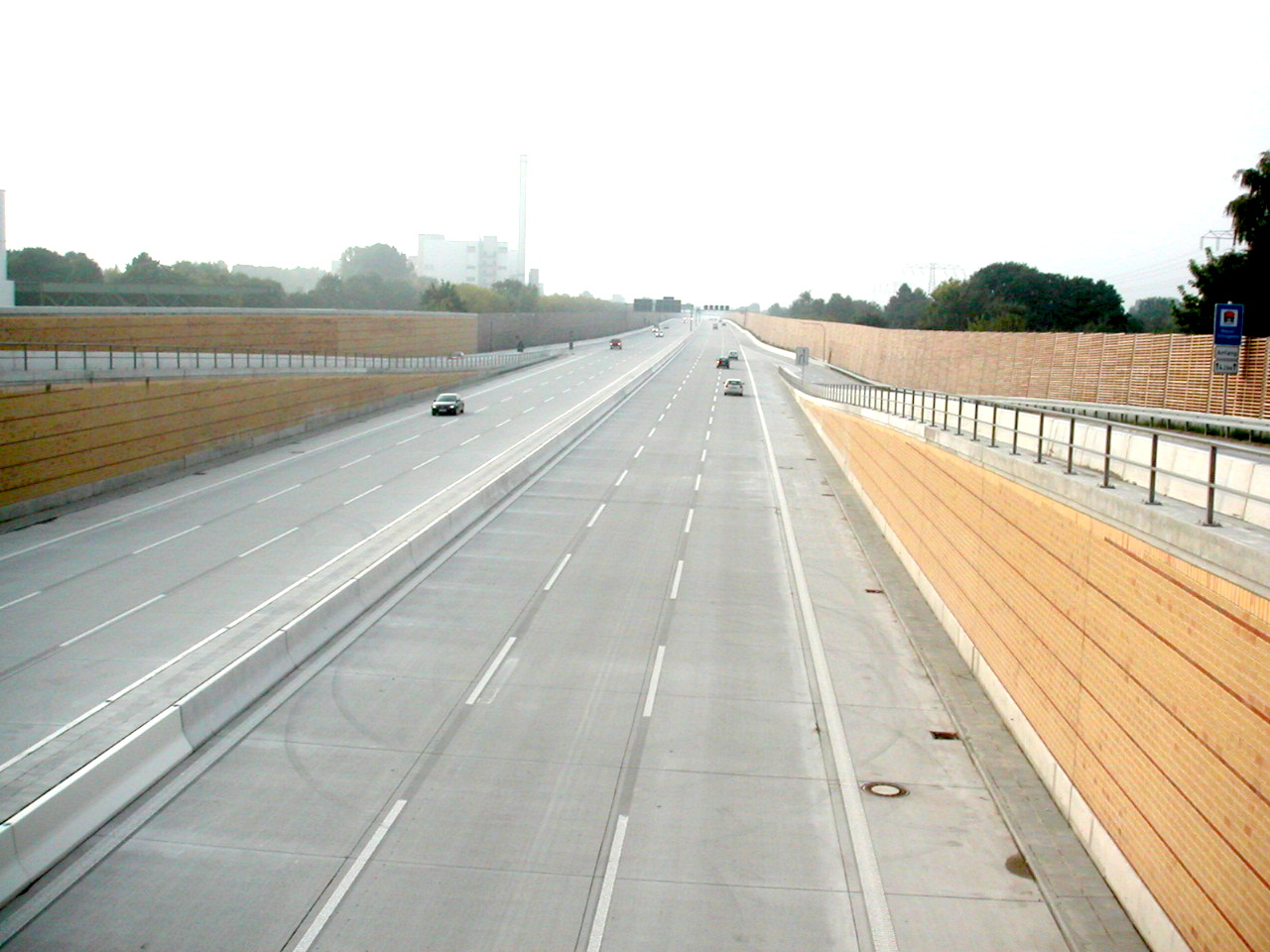
De A113 ter hoogte van de aansluiting Stubenrauchstraße

In 1997 werd begonnen met de bouw. De A113 begint bij Dreieck Neukölln en verloopt in zuidoostelijke richting parallel aan het Teltowkanaal. Bij Adlersdorf wordt dit kanaal vervolgens gekruist, om uiteindelijk langs het reeds bestaande gedeelte uit te komen op de Berlijnse Ring. Om geen verdere inbreuk aan het stadsbeeld te doen wordt de A113 grotendeels aangelegd op het verloop van de Berlijnse Muur.
Op 14 juli 2004 werd het eerste wegvak van de nieuwe A113 tussen de Neukölln en de aansluiting Späthestraße geopend, gevolgd door het daarop volgende wegvak tot de aansluiting Adlershof op 1 september 2005.
Het gedeelte tussen de aansluiting Adlershof en Dreieck Waltersdorf is sinds mei 2008 voor het verkeer vrijgegeven. Dit gedeelte bevat twee tunnels en een overbrugging van de Berlijnse spoorring.
In aanloop naar de ombouw van de luchthaven Berlin-Schönefeld tot Berlin Brandenburg International is een directe aansluiting op de A113 verwezenlijkt. De volledige aansluiting is in 2010 geopend, tot die tijd was er vanaf mei 2008 een provisorische aansluiting.
De kosten voor de gehele autosnelweg bedroegen ongeveer 500 miljoen euro.

## Twee autosnelwegen
Al voordat men begon aan de bouw van het wegvak Neukölln - Waltersdorf lag er ten noorden van het Schönefelder Kreuz een stuk autosnelweg dat oorspronkelijk was genummerd als A113. Deze was echter voorbereid op een ander verloop van de autosnelweg stadinwaarts. Het bestaande wegvak Waltersdorf - Treptow is, met de openstelling van de verlengde A113, per 23 mei 2008 omgenummerd naar A117.